# Љиљана Илић Лончаревић
Љиљана Илић Лончаревић (1975 — Горњи Магашићи, Братунац, 20. јул 1992) жртва је злочина муслиманских ратних јединица Армије БиХ, које су 20. јула 1992. године упале у њено село, Горње Магашиће у општини Братунац, и ту извршиле масакр. У моменту убиства, Љиљана је имала 17 година и била је у шестом месецу трудноће.

## Злочин
У рано јутро 20. јула 1992. године јединице 28. дивизије Армије БиХ, пробијају линију фронта, и упадају у село Горњи Магашићи. Одмах на уласку у село убијена су два српска цивила: Лепосава Поповић (75) и Благоје Поповић (85), а затим је кренуло паљење српских кућа.
Припадници 28. дивизије под командом Насера Орића затичу велики број жена српске националности које раде на њивама и отварају ватру на њих. Муслиманских војници Армије БиХ најпре злостављају па хладним и ватреним оружјем масакрирају 11 српских цивила, од чега девет жена. Муслимански војници најпре убијају Љиљаниног супруга и свекрву Љубинку, а онда заробљавају и њу. Након физичке и психичке тортуре, муслимански војници пуцају из ватреног оружја у Љиљану и убијају и њу и њено нерођено дете. У нападу на Горње Магашиће убијена је и девојчица Зорица Божић од 12 година. Истог дана, муслимански војници под командом Насера Орића упадају у село Хранча и убијају 7 цивила, од чега три жене.